# Rezerwat przyrody Las Lipowy w Uroczysku Bukowiec
Las Lipowy w Uroczysku Bukowiec – leśny rezerwat przyrody znajdujący się na terenie gminy Jarczów, w powiecie tomaszowskim, w województwie lubelskim.
- powierzchnia (według aktu powołującego) – 12,41 ha
- rok utworzenia – 1967
- dokument powołujący – Zarządzenie Ministra Leśnictwa i Przemysłu Drzewnego z dnia 7 października 1967 roku w sprawie uznania za rezerwat przyrody (MP nr 60, poz. 285).
- przedmiot ochrony (według aktu powołującego) – zachowanie fragmentu lasu lipowego naturalnego pochodzenia.

Dominującym zbiorowiskiem roślinnym jest grąd subkontynentalny w odmianie typowej Tilio-Carpinetum typicum. Na terenie rezerwatu występuje ponad 120 gatunków roślin, w tym: parzydło leśne, wawrzynek wilczełyko, pierwiosnek wyniosły, pierwiosnek lekarski, konwalia majowa.